# All Killer No Filler
All Killer No Filler — дебютный студийный альбом канадской рок-группы Sum 41, выпущенный 8 мая 2001 года на лейбле Aquarius Records. В США, Канаде и Великобритании диск стал платиновым.
Название альбома (приблизительный перевод с англ. — «Все хиты, без ерунды») может быть отсылкой к сборнику лучших песен Джерри Ли Льюиса All Killer, No Filler: The Anthology. Несмотря на смешанные отзывы, альбом стал коммерчески успешным, достигнув 13-го места в Billboard 200. А сингл «Fat Lip» стал лидером в Billboard Rock Tracks. В последние годы альбом получил положительные отзывы и получил высокую оценку как альбом, который принес успех группе. Музыкальными критиками и поклонниками группы данный альбом считается классикой поп-панка.
Альбом Punk in Drublic американской хардкор-панк-группы NOFX оказал огромное влияние на альбом. Вокалист Дерик Уибли заявлял, что такие исполнители, как The Beatles, Green Day, Pennywise, Элвис Костелло и Rancid также повлияли на альбом All Killer No Filler.

## Релиз и коммерческий успех
All Killer No Filler является первым полноформатным альбомом Sum 41, он был выпущен 8 мая 2001 года. Альбом является самым успешным у группы. В августе 2001 года Американская ассоциация звукозаписывающих компаний заявила, что альбому присвоен платиновый сертификат, а в 2002 году стало известно, что в США было продано не менее 1 690 000 копий альбома. Самая популярная песня — это сингл с альбома «Fat Lip», она заняла 66 место в Billboard Hot 100 8 сентября 2001 года и 1 место в Alternative Songs 18 августа 2001 года. 1 декабря 2001 года сингл «In Too Deep» оказался на 10 позиции в чарте Alternative Songs. Сам альбом All Killer No Filler занял 13 место в Billboard 200 4 августа 2001 года и пробыл там 49 недель. В 2001 году песня «Fat Lip» долгое время становилась номером 1 на MTV-канале Total Request Live. 6 апреля 2011 года к 10-летию альбома было выпущено специальное издание, исключительно только в Японии.
В передаче MTV Cribs показывали дом барабанщика Стива Джоза, и там солист Дерик Уибли сказал, что большинство песен для All Killer No Filler было написано дома у Стива. С 2006 года альбом был продан 2 миллиона копий в США и — 3x платиновый в Канаде, и 3,5 миллионов по всему миру. Песня «Summer» второй раз появилась в этом альбоме, сначала она была в мини-альбоме Half Hour of Power. Сначала группа планировала помещать песню в каждый свой альбом, но после выхода All Killer No Filler решили этого не делать.

## Список композиций
Слова и музыка всех песен — Дерик Уибли и Грэг Нори, за исключением отмеченных.
| №                   | Название                                                                              | Длительность |
| ------------------- | ------------------------------------------------------------------------------------- | ------------ |
| 1.                  | «Introduction to Destruction» (Стив Джоз)                                             | 0:37         |
| 2.                  | «Nothing on My Back»                                                                  | 3:01         |
| 3.                  | «Never Wake Up»                                                                       | 0:49         |
| 4.                  | «Fat Lip» (Дерик Уибли, Стив Джоз)                                                    | 2:58         |
| 5.                  | «Rhythms»                                                                             | 2:58         |
| 6.                  | «Motivation»                                                                          | 2:50         |
| 7.                  | «In Too Deep»                                                                         | 3:26         |
| 8.                  | «Summer» (перезаписанная версия) (оригинальная версия входит в EP Half Hour of Power) | 2:49         |
| 9.                  | «Handle This»                                                                         | 3:37         |
| 10.                 | «Crazy Amanda Bunkface»                                                               | 2:15         |
| 11.                 | «All She's Got»                                                                       | 2:21         |
| 12.                 | «Heart Attack»                                                                        | 2:49         |
| 13.                 | «Pain for Pleasure» (Стив Джоз)                                                       | 1:42         |
| Общая длительность: | Общая длительность:                                                                   | 32:21        |

| №                   | Название                                                          | Длительность |
| ------------------- | ----------------------------------------------------------------- | ------------ |
| 14.                 | «Makes No Difference» (изначально входит в EP Half Hour of Power) | 3:11         |
| Общая длительность: | Общая длительность:                                               | 35:32        |

| №                   | Название                                                                 | Длительность |
| ------------------- | ------------------------------------------------------------------------ | ------------ |
| 14.                 | «Makes No Difference» (originally appears on Half Hour of Power)         | 3:11         |
| 15.                 | «What I Believe» (originally appears on Half Hour of Power)              | 2:49         |
| 16.                 | «Machine Gun» (originally appears on Half Hour of Power)                 | 2:29         |
| 17.                 | «T.H.T.» (originally appears on Half Hour of Power)                      | 0:43         |
| 18.                 | «It's What We're All About» (при участии Керри Кинга из Slayer)          | 3:34         |
| 19.                 | «Fat Lip» (live)                                                         | 2:57         |
| 20.                 | «Motivation» (live)                                                      | 3:08         |
| 21.                 | «Crazy Amanda Bunkface» (live)                                           | 2:03         |
| 22.                 | «All She's Got» (live)                                                   | 3:06         |
| 23.                 | «Makes No Difference» (live)                                             | 4:57         |
| 24.                 | «Machine Gun» (live)                                                     | 2:53         |
| 25.                 | «It's What We're All About» (при участии Томми Ли из Mötley Crüe) (Live) | 2:26         |
| Общая длительность: | Общая длительность:                                                      | 61:08        |

| №  | Название                    | Длительность |
| -- | --------------------------- | ------------ |
| 1. | «Homemade film EPK»         | 7:30         |
| 2. | «Going Going Gonorrhea EPK» | 5:59         |
| 3. | «Japan EPK» (Part 1)        | 11:41        |
| 4. | «Japan EPK» (Part 2)        | 11:53        |

## Позиции в чартах
| Чарт (2001)                    | Позиция в чарте |
| ------------------------------ | --------------- |
| Australian Albums Chart        | 33              |
| Austrian Albums Chart          | 19              |
| Belgian Ultratop 50 (Flanders) | 11              |
| Canadian Albums Chart          | 9               |
| French Albums Chart            | 25              |
| German Albums Chart            | 29              |
| Netherlands Albums Chart       | 69              |
| New Zealand Albums Chart       | 16              |
| Swiss Albums Chart             | 39              |
| UK Albums Chart                | 7               |
| US Billboard 200               | 13              |

| Год  | Сингл         | Чарт                  | Позиция |
| ---- | ------------- | --------------------- | ------- |
| 2001 | «Fat Lip»     | US Modern Rock Tracks | 1       |
| 2001 | «Fat Lip»     | US Billboard Hot 100  | 66      |
| 2001 | «In Too Deep» | US Modern Rock Tracks | 10      |
| 2002 | «Motivation»  | US Modern Rock Tracks | 24      |

| Страна            | Сертификация | Продажи            |
| ----------------- | ------------ | ------------------ |
| Канада            | 3x Платины   | 300,000 единиц +   |
| Япония            | Золото       | 100,000 единиц +   |
| Великобритания    | Платина      | 300,000 единиц +   |
| Соединённые штаты | Платина      | 1,690,000 единиц + |

## Участники записи

### Sum 41
- Дерик Уибли — вокал, ритм-гитара, барабаны («Pain for Pleasure»)
- Дэйв Бэкш — вокал («Fat Lip»), бэк-вокал, соло-гитара
- Джейсон МакКэслин — бэк-вокал, бас-гитара
- Стив Джоз — вокал («Pain for Pleasure» и «Fat Lip»), бэк-вокал, барабаны, перкуссия

### Дополнительные музыканты
- Грэг Нори — бэк-вокал («Motivation»), дополнительная гитара («Handle This» и «Pain for Pleasure»)
- Керри Кинг — соло на гитаре («It’s What We’re All About»)
- Томми Ли — барабаны («It’s What We’re All About» (Live))